# Jože Jeras
Jože Jeras, slovenski pediater, * 30. oktober 1920, Pragersko, Dravska banovina, Kraljevina Jugoslavija, † 13. september 2013.
V letih 1968-1986 je bil direktor ljubljanske Pediatrične klinike.

## Odlikovanja in nagrade
Leta 2002 je prejel srebrni častni znak svobode Republike Slovenije z naslednjo utemeljitvijo: »za življenjsko delo in zasluge pri strokovnem, pedagoškem, organizacijskem ter znanstveno raziskovalnem delu na področju slovenske pediatrije«.